# Leymah Gbowee
Leymah Roberta Gbowee (født 1972 i Monrovia, Liberia) er en socialarbejder og fredsaktivist som modtog Nobels fredspris sammen med Ellen Johnson Sirleaf og Tawakkul Karman i 2011. I 1990'erne startede hun fredsbevægelsen Women in Peacebuilding Network (WIPNET), og i 2003 tog hun initiativ til aktionen Women of Liberia Mass Action for Peace som pressede en fredsaftale og afslutning af den den anden liberiske borgerkrig frem i 2003. Dette førte siden til valget af Ellen Johnson Sirleaf i Liberia, den første afrikanske nation med en kvindelig præsident.

## Film
Gbowees rolle i Women of Liberia Mass Action for Peace er beskrevet i dokumentarfilmen Pray the Devil Back to Hell som havde premiere i 2008. Hun fremstod der med sin samlende og ikke-voldelige bevægelse som favnede mange forskellige trossamfund.